# Izbornik
Izbornik (starocerkiewne Изборник – zbiór) – gatunek literatury religijnej, rozpowszechniony w średniowiecznej Rusi. 
Izbornik (jak zresztą wskazuje nazwa) stanowi dzieło kompilacyjne, wybór różnych tekstów, często różnego rodzaju. Obok cytatów z dzieł ojców Kościoła w izborniku znajdowały się zagadki, łamigłówki, przysłowia i sentencje autorstwa starożytnych filozofów (lub im przypisywane). Umieszczano także w izbornikach dłuższe fragmenty traktatów filozoficznych oraz dzieł z zakresu innych dziedzin, np. historii czy gramatyki.
Szczególnie znane w historii literatury staroruskiej są dwa izborniki księcia Światosława II Jarosławowicza, datowane odpowiednio na lata 1073 i 1076. Pierwszy z nich (1073) przetłumaczono w Bułgarii w okresie rządów bułgarskiego cara Symeona, drugi był kompilacją opierającą się na różnych źródłach greckich i został napisany na Rusi.